# Liste der Biografien/Sew
Liste der Biografien |
Portal Biografien |
Personensuche
# |
A |
B |
C |
D |
E |
F |
G |
H |
I |
J |
K |
L |
M |
N |
O |
P |
Q |
R |
S |
T |
U |
V |
W |
X |
Y |
Z |
?
 
Sa |
Sb |
Sc |
Sd |
Se |
Sf |
Sg |
Sh |
Si |
Sj |
Sk |
Sl |
Sm |
Sn |
So |
Sp |
Sq |
Sr |
Ss |
St |
Su |
Sv |
Sw |
Sy |
Sz
 
Sea |
Seb |
Sec |
Sed |
See |
Sef |
Seg |
Seh |
Sei |
Sej |
Sek |
Sel |
Sem |
Sen |
Seo |
Sep |
Seq |
Ser |
Ses |
Set |
Seu |
Sev |
Sew |
Sex |
Sey |
Sez
Die Liste der Biografien führt alle Personen auf, die in der deutschsprachigen Wikipedia einen Artikel haben. Dieses ist eine Teilliste mit 93 Einträgen von Personen, deren Namen mit den Buchstaben „Sew“ beginnt.

## Sew

### Sewa
- Sewachina, Tatjana Wiktorowna (* 1985), russische Biathletin
- Sewadjkare, altägyptischer König
- Sewadjtu, altägyptischer König
- Sewahenre Senebmiu, altägyptischer König der Zweiten Zwischenzeit
- Sewak, Paroujr (1924–1971), armenisch-sowjetischer Dichter und Literaturwissenschaftler
- Sewal de Bovill († 1258), englischer Geistlicher, Erzbischof von York
- Sewald, Günther (1905–1949), deutscher Politiker (CDU), MdB
- Sewall, Arthur (1835–1900), US-amerikanischer Unternehmer und Politiker
- Sewall, Charles S. (1779–1848), US-amerikanischer Politiker
- Sewall, Jotham Bradbury (1825–1913), US-amerikanischer Pfarrer, Klassischer Philologe und Hochschullehrer
- Sewall, Lucy Ellen (1837–1890), US-amerikanische Ärztin
- Sewall, May Wright (1844–1920), US-amerikanische Frauenrechtlerin sowie Friedens- und Sozialaktivistin
- Sewall, Samuel (1652–1730), amerikanischer Kaufmann und Richter
- Sewall, Samuel (1757–1814), US-amerikanischer Jurist und Politiker
- Sewall, Sumner (1897–1965), US-amerikanischer Politiker
- Sèwanou, Hyacinthe (* 1992), beninischer Fußballspieler
- Sewar, Khan von Bulgarien
- Seward, Albert Charles (1863–1941), britischer Botaniker und Geologe
- Seward, Anna (1742–1809), englische Dichterin der Romantik
- Seward, Edward (* 1978), US-amerikanischer Basketballspieler
- Seward, Eric (1891–1975), britischer Schwimmer
- Seward, Frederic (1878–1943), Überlebende der Schiffskatastrophe der Titanic
- Seward, James Lindsay (1813–1886), US-amerikanischer Politiker
- Seward, Julian, britischer Softwareentwickler
- Seward, Margaret (1864–1929), britische Chemikerin
- Seward, Terry Maxwell (1940–2022), kanadischer Geochemiker und Hochschullehrer
- Seward, William H. (1801–1872), US-amerikanischer Politiker und AußenministerWilliam H. Seward (1801–1872)

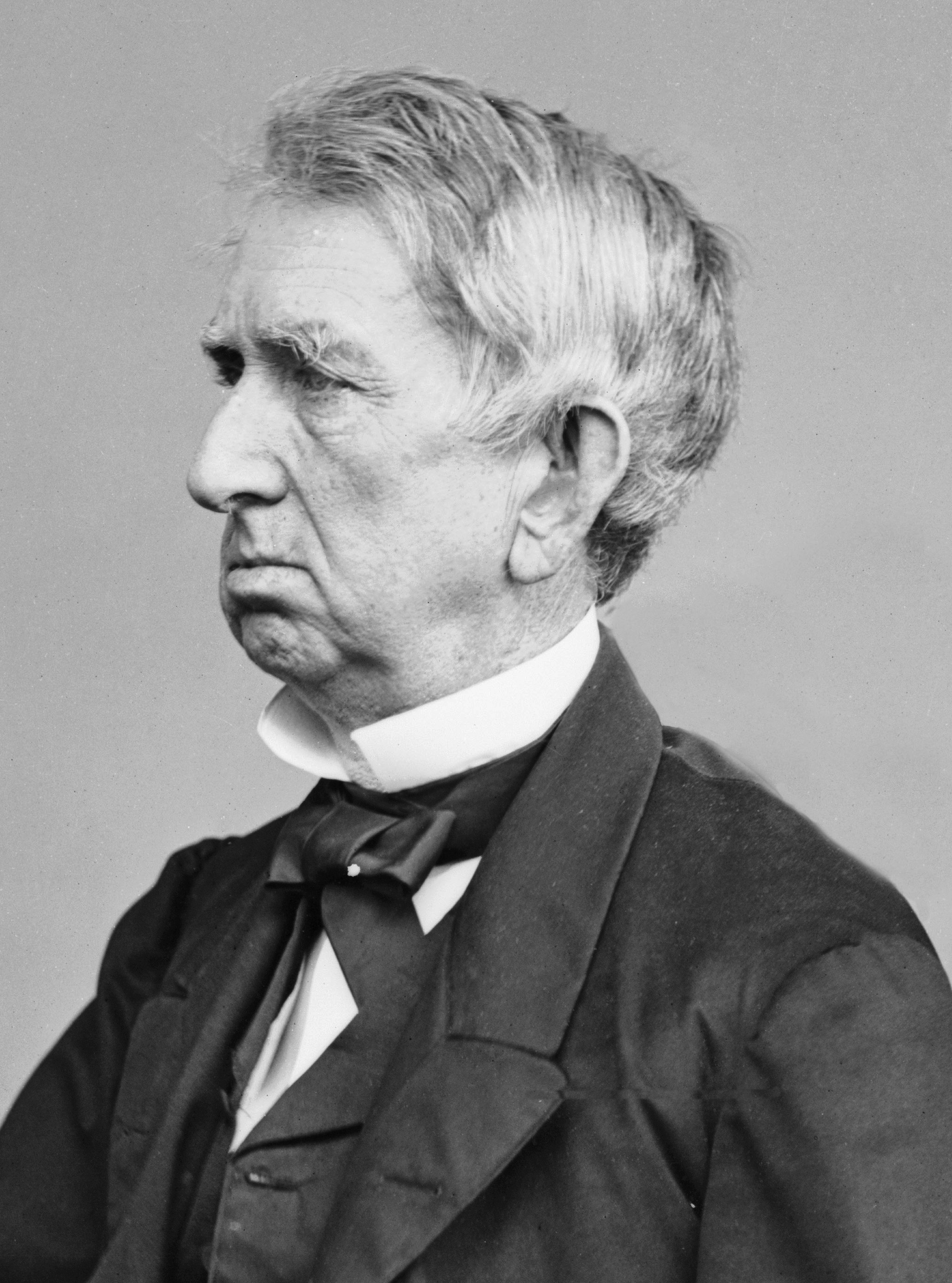
William H. Seward (1801–1872)

- Sewart, Karl (1933–2019), deutscher Schriftsteller
- Sewastjanow, Witali Iwanowitsch (1935–2010), sowjetischer Kosmonaut, Ingenieur und russischer Politiker
- Sewastjanowa, Karolina Andrejewna (* 1995), russische Turnerin und Olympiasiegerin

### Sewc
- Sewcz, Anne (* 1958), deutsche Bildhauerin
- Sewcz, Hans Martin (* 1955), deutscher Fotograf und Konzeptkünstler
- Sewcz, Maria (* 1960), deutsche Fotografin und Künstlerin

### Sewe
- Sewekow, Birgit (1946–2016), deutsche Malerin, Grafikerin und Bildhauerin
- Sewel, John, Baron Sewel (* 1946), britischer Politiker und Wirtschaftswissenschaftler
- Sewela, Efraim (1928–2010), russischer Schriftsteller, Drehbuchautor, Regisseur und Filmproduzent
- Sewell, Amanda Brewster (1839–1926), US-amerikanische Malerin
- Sewell, Anna (1820–1878), britische SchriftstellerinAnna Sewell (1820–1878)

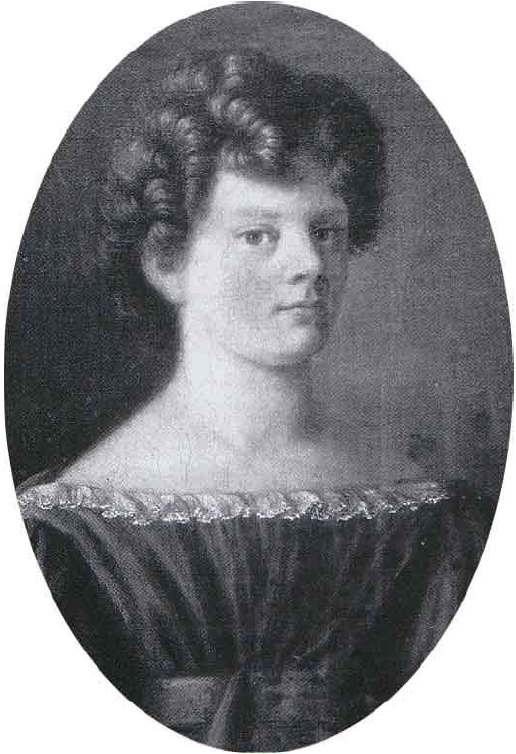
Anna Sewell (1820–1878)

- Sewell, Blanche (1898–1949), US-amerikanische Filmeditorin
- Sewell, Byron W. (* 1942), amerikanischer Illustrator und Autor
- Sewell, Conrad (* 1988), britisch-australischer Popsänger
- Sewell, George (1924–2007), britischer Schauspieler
- Sewell, Harry (1882–1953), britischer Hindernisläufer
- Sewell, Henry (1807–1879), englisch-neuseeländischer Politiker, Premierminister Neuseelands
- Sewell, Joe (1898–1990), US-amerikanischer Baseballspieler
- Sewell, John (1882–1947), britischer Tauzieher
- Sewell, John (* 1940), 58. Bürgermeister von Toronto
- Sewell, Keechant (* 1972), weiblicher Sicherheitsmanager, ehemaliger hochrangiger Polizeioffizier
- Sewell, Penei (* 2000), US-amerikanischer American-Football-Spieler
- Sewell, Rip (1907–1989), US-amerikanischer Baseballspieler
- Sewell, Robert (1845–1925), Beamter im kolonialen Indien
- Sewell, Rufus (* 1967), britischer SchauspielerRufus Sewell (* 1967)

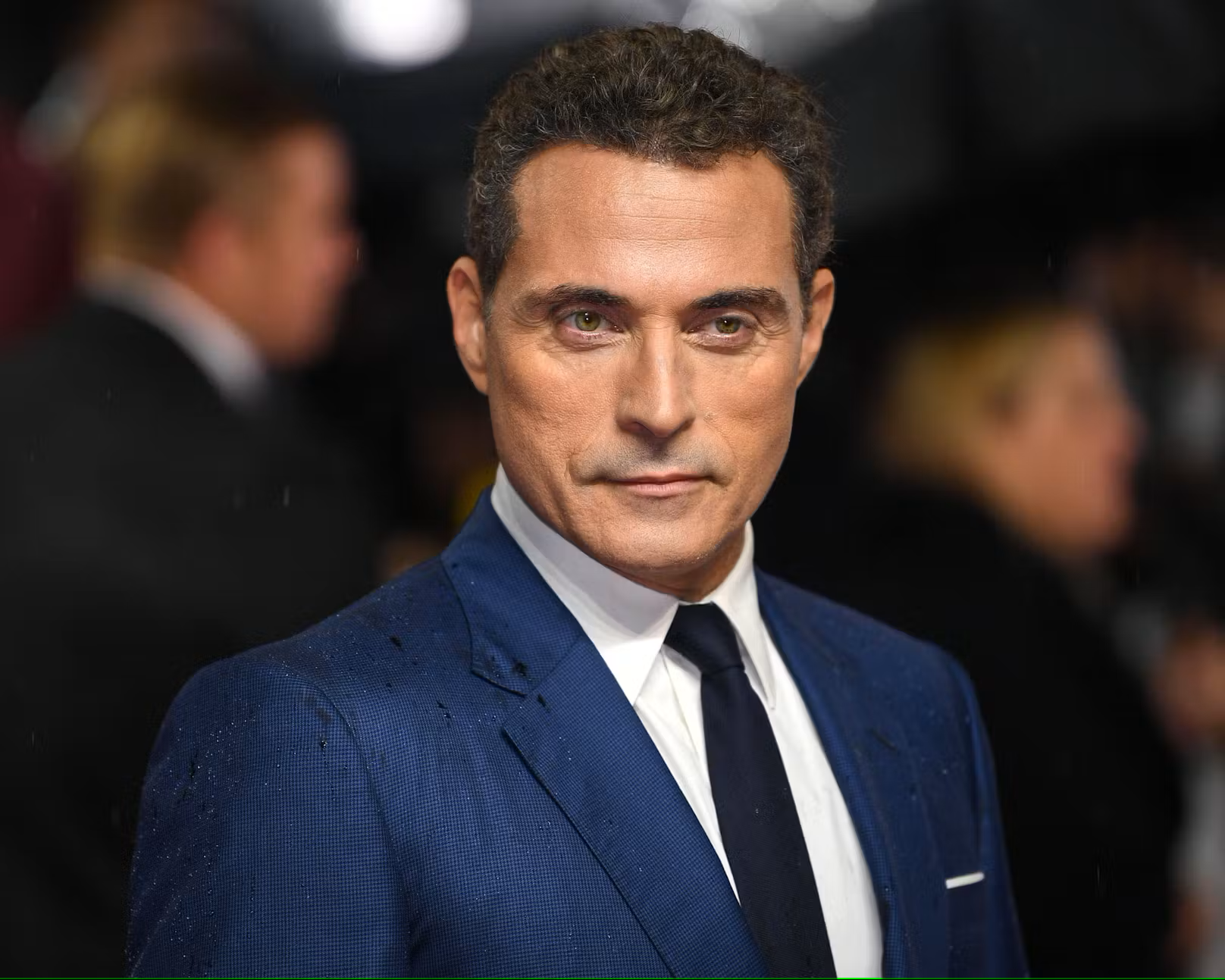
Rufus Sewell (* 1967)

- Sewell, Terri (* 1965), US-amerikanische Politikerin
- Sewell, Vernon (1903–2001), britischer Filmregisseur
- Sewell, William H. Jr (* 1940), US-amerikanischer Politikwissenschaftler und Hochschullehrer
- Sewell, William Hamilton (1909–2001), US-amerikanischer Soziologe
- Sewell, William Joyce (1835–1901), US-amerikanischer Politiker
- Seweloh, Karl (1771–1848), deutscher Militäringenieur, Geodät und Kartograf
- Sewelson, Dave (* 1952), US-amerikanischer Jazzmusiker (Baritonsaxophon, Baritonhorn, Harmonika, Gesang)
- Sewergin, Wassili Michailowitsch (1765–1826), russischer Chemiker, Mineraloge, Geologe und Hochschullehrer
- Seweriin, Rakel (1906–1995), norwegische Politikerin
- Sewerin, Gai Iljitsch (1926–2008), russischer Flugzeugingenieur, Mitglied der russischen Akademie der Wissenschaften und Generaldirektor von NPP Swesda
- Sewerin, Sergei Jewgenjewitsch (1901–1993), sowjetischer Biochemiker
- Sewering, Hans Joachim (1916–2010), deutscher Internist, Ärztefunktionär und NS-Arzt
- Sewering, Julien (* 1988), deutscher Webvideoproduzent, Satiriker, Rapper und BloggerJulien Sewering (* 1988)

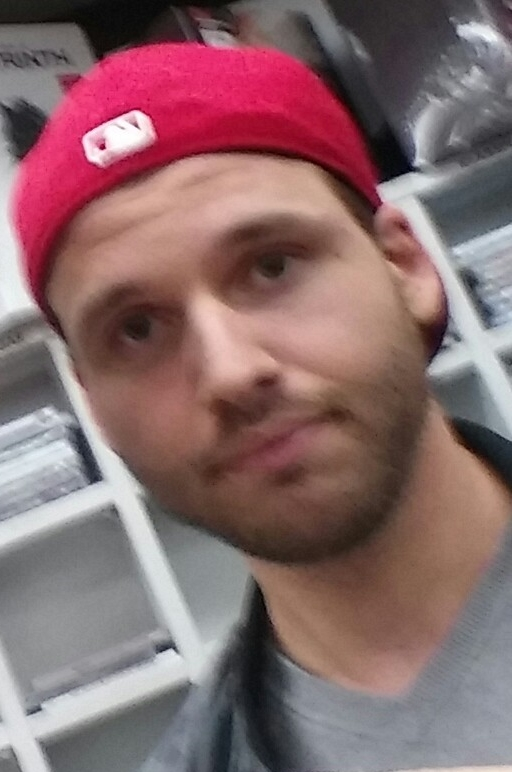
Julien Sewering (* 1988)

- Sewering, Karl (1888–1967), deutscher Wirtschaftswissenschaftler
- Sewerinow, Alexei (* 1980), russischer Squashspieler
- Sewerjanin, Igor (1887–1941), russischer Dichter
- Sewerny, Arkadi (1939–1980), russischer Chansonsänger
- Sewerow, Nikolai (1887–1957), georgischer Architekt und Hochschullehrer
- Seweryn, Andrzej (* 1946), polnischer Schauspieler
- Seweryn, Maria (* 1975), polnische Schauspielerin
- Sewerzow, Alexei Nikolajewitsch (1866–1936), russischer Paläontologe und Zoologe
- Sewerzow, Nikolai Alexejewitsch (1827–1885), russischer Zoologe und Forschungsreisender

### Sewi
- Sewidow, Juri Alexandrowitsch (1942–2010), russischer Fußballspieler und -trainer sowie Sportjournalist
- Sewik, Birgitta (* 1949), schwedische Curlerin
- Sewikjan, Edgar (* 2001), armenischer Fußballspieler
- Sewina, Daryna (* 1994), ukrainische Schwimmerin
- Sewing, Christian (* 1970), deutscher BankkaufmannChristian Sewing (* 1970)

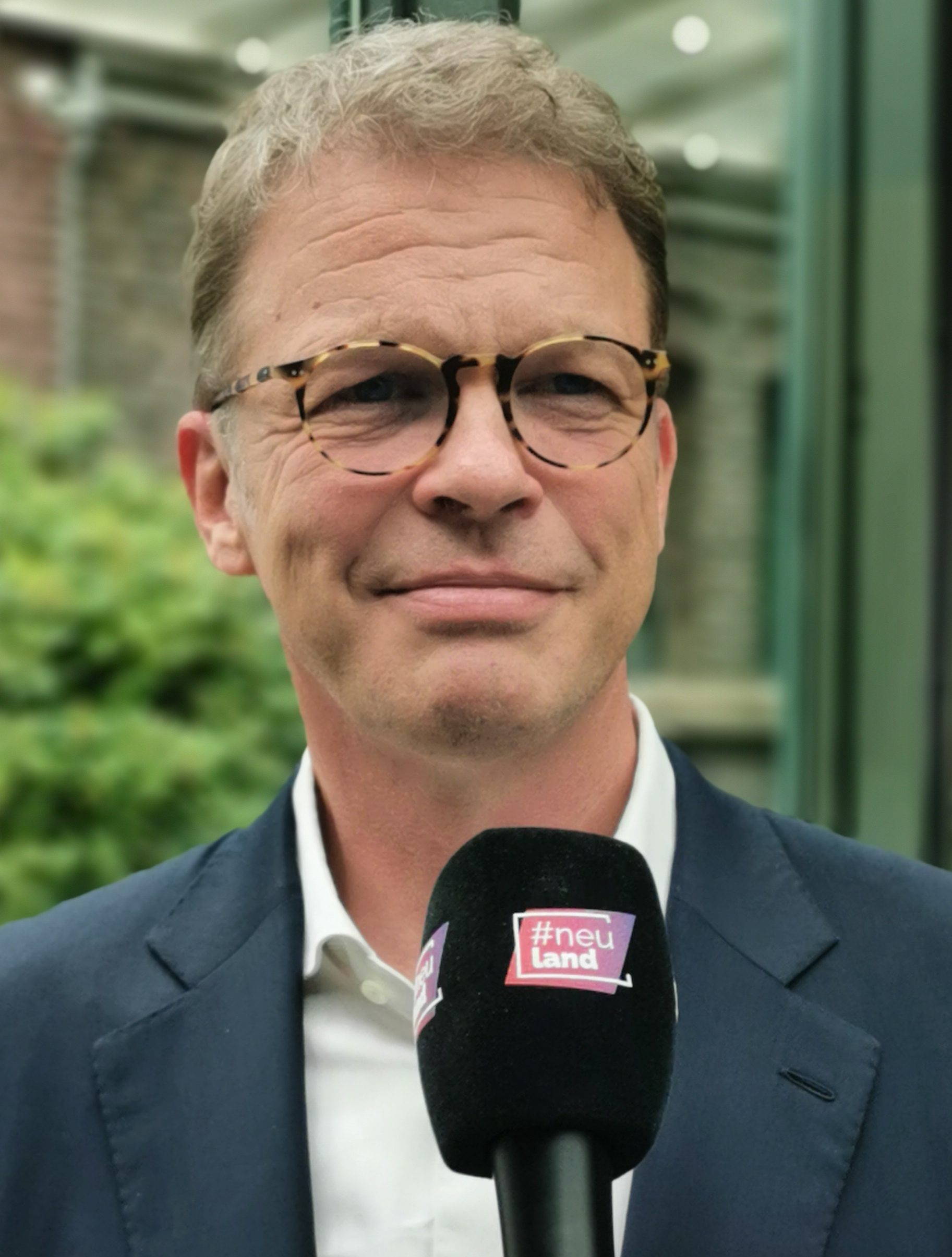
Christian Sewing (* 1970)

- Sewing, Jack (* 1934), niederländischer Jazzmusiker (Kontrabass)
- Sewing, Magdalene (1898–1952), deutsche Politikerin (CDU), MdL
- Sewing, Sofia (* 1999), US-amerikanische Tennisspielerin
- Sewing, Werner (1951–2011), deutscher Architekturtheoretiker und Hochschullehrer

### Sewj
- Sewjarynez, Pawel (* 1976), belarussischer Journalist und politischer Aktivist

### Sewo
- Sewohl, Waldemar (1887–1967), deutscher Maler
- Sewostjanow, Artemi (* 1973), kasachischer Wasserballspieler
- Sewostjanow, Michail Walerjewitsch (* 1980), russischer Eishockeyspieler
- Sewostjanow, Sergei Walerjewitsch (* 1980), russischer Eishockeyspieler
- Sewostjanowa, Nadeschda Petrowna (* 1953), sowjetische Ruderin

### Sewr
- Sewrjugin, Wladimir Konstantinowitsch (1924–1998), sowjetischer Sportschütze
- Sewrjukow, Sergei Dmitrijewitsch, russischer Badmintonspieler
- Sewrjukowa, Tatjana (1917–1982), sowjetische Leichtathletin
- Sewruk, Halyna (1929–2022), ukrainische Künstlerin und Keramikerin